# Fellsmere
Fellsmere ist eine Stadt im Indian River County im US-Bundesstaat Florida. Das U.S. Census Bureau hat bei der Volkszählung 2020 eine Einwohnerzahl von 4.834 ermittelt. 

## Geographie
Fellsmere liegt rund 20 km nordwestlich von Vero Beach sowie etwa 130 km südöstlich von Orlando.

## Demographische Daten
Laut der Volkszählung 2010 verteilten sich die damaligen 5197 Einwohner auf 1661 Haushalte. Die Bevölkerungsdichte lag bei 379,3 Einw./km². 55,2 % der Bevölkerung bezeichneten sich als Weiße, 5,4 % als Afroamerikaner, 0,8 % als Indianer und 0,1 % als Asian Americans. 36,7 % gaben die Angehörigkeit zu einer anderen Ethnie und 8,1 % zu mehreren Ethnien an. 81,1 % der Bevölkerung bestand aus Hispanics oder Latinos.
Im Jahr 2010 lebten in 65,7 % aller Haushalte Kinder unter 18 Jahren sowie 13,5 % aller Haushalte Personen mit mindestens 65 Jahren. 84,1 % der Haushalte waren Familienhaushalte (bestehend aus verheirateten Paaren mit oder ohne Nachkommen bzw. einem Elternteil mit Nachkomme). Die durchschnittliche Größe eines Haushalts lag bei 4,06 Personen und die durchschnittliche Familiengröße bei 4,16 Personen.
37,8 % der Bevölkerung waren jünger als 20 Jahre, 35,3 % waren 20 bis 39 Jahre alt, 20,7 % waren 40 bis 59 Jahre alt und 6,3 % waren mindestens 60 Jahre alt. Das mittlere Alter betrug 26 Jahre. 56,1 % der Bevölkerung waren männlich und 43,9 % weiblich.
Das durchschnittliche Jahreseinkommen lag bei 28.462 $, dabei lebten 29,2 % der Bevölkerung unter der Armutsgrenze.
Im Jahr 2000 war Englisch die Muttersprache von 31,94 % der Bevölkerung, spanisch sprachen 67,94 % und 0,12 % sprachen französisch.

## Sehenswürdigkeiten
Die Marian Fell Library, die Fellsmere Public School und die First Methodist Episcopal Church sind im National Register of Historic Places gelistet.

## Verkehr
Fellsmere wird von der Interstate 95 durchquert. Der nächste Flughafen ist der Melbourne International Airport (rund 35 km nördlich).

## Kriminalität
Die Kriminalitätsrate lag im Jahr 2010 mit 166 Punkten (US-Durchschnitt: 266 Punkte) im niedrigen Bereich. Es gab fünf Raubüberfälle, acht Körperverletzungen, 26 Einbrüche, 52 Diebstähle und 16 Autodiebstähle.